# Tierceville
Tierceville is een plaats en voormalige gemeente in het Franse departement Calvados (regio Normandië) en telt 138 inwoners (1999). De plaats maakt deel uit van het arrondissement Bayeux.

## Geschiedenis
Tierceville maakte deel uit van het kanton Ryes totdat dit op 22 maart 2015 werd opgeheven en de gemeenten werd opgenomen in het op diezelfde dag opgerichte kanton Bretteville-l'Orgueilleuse.
Tierceville fuseerde op 1 januari 2017 met de gemeenten Amblie en Lantheuil tot de 
commune nouvelle Ponts sur Seulles. Hierbij werden deze twee gemeenten overgeheveld van het arrondissement Caen naar het arrondissement Bayeux.

## Geografie
De oppervlakte van Tierceville bedraagt 2,6 km², de bevolkingsdichtheid is 53,1 inwoners per km².
De onderstaande kaart toont de ligging van Tierceville met de belangrijkste infrastructuur en aangrenzende gemeenten.

## Demografie
Onderstaande figuur toont het verloop van het inwonertal (bron: INSEE-tellingen).
Vanwege een beveiligingsprobleem met de MediaWiki Graph-software is het momenteel niet mogelijk deze grafiek weer te geven. Zodra de software is bijgewerkt zal de grafiek vanzelf weer zichtbaar worden.